# Bellardiella ceramica
Bellardiella ceramica is een slakkensoort uit de familie van de Pupinidae. De wetenschappelijke naam van de soort werd voor het eerst geldig gepubliceerd in 1884 door Martens als Rhaphaulus ceramicus.